# Friedrich Gaus
Friedrich Wilhelm Otto Gaus (* 26. November 1881 in Mahlum, (Herzogtum Braunschweig, heute Landkreis Hildesheim); † 17. Juli 1955 in Göttingen) war ein deutscher Jurist, Staatsbeamter und Diplomat. Gaus wurde vor allem bekannt als langjähriger Leiter der Rechtsabteilung des Auswärtigen Amtes in Berlin in den 1920er und 1930er Jahren.

## Leben und Wirken

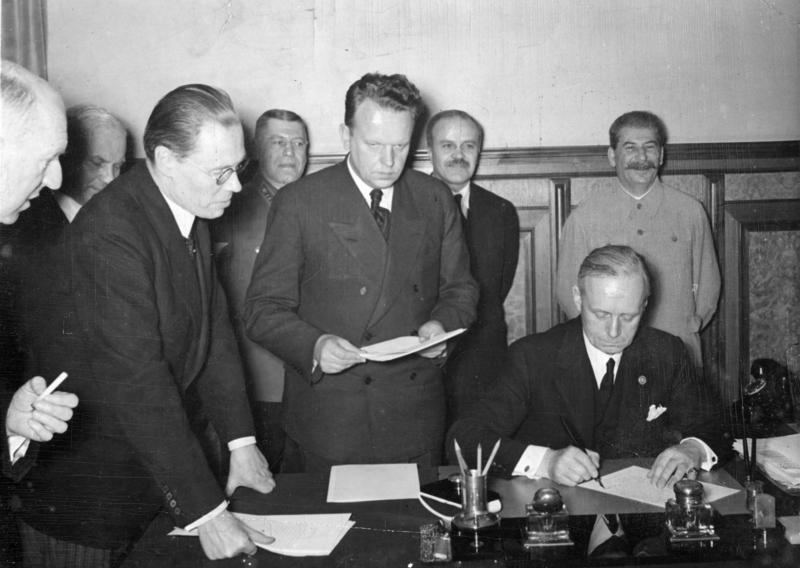
Friedrich Gaus (ganz links am Rand) während der Unterzeichnung des Hitler-Stalin-Paktes im August 1939.

Nach dem Studium der Rechtswissenschaften an den Universitäten Genf, München, Berlin und Heidelberg, das er mit dem Dr. jur. abschloss, kam Gaus noch im Kaiserreich, 1907, als Beamter ins Auswärtige Amt in der Berliner Wilhelmstraße. Nach Entsendungen als Diplomat nach Genua und Konstantinopel in den Jahren 1910 bis 1912 nahm er vor allem Tätigkeiten im Hauptsitz des Auswärtigen Amtes in der Berliner Wilhelmstraße wahr.
1919 leitete er als Vortragender Rat die Rechtskommission der Friedensdelegation in Versailles. Danach war er in der Friedens-, anschließend in der Rechtsabteilung des Amtes beschäftigt.
Als Leiter des Referats für internationales Recht, ab 1923, bekleidete er eine bürokratische Schlüsselposition, die er unter den Außenministern Stresemann, Curtius, Brüning, Neurath und Ribbentrop innehaben sollte.
Als Leiter der Rechtsabteilung des Außenministeriums war Gaus in maßgeblicher Weise an der Abfassung diplomatischer Schriftstücke, zumal von Vertragswerken beteiligt. So gehen unter anderem die Vertragstexte der Verträge von Rapallo (1922) und Locarno (1925) in großen Teilen auf Gaus zurück. Aufgrund der machtvollen Stellung, die Gaus sich im Auswärtigen Amt schuf, wurde er einer breiten Öffentlichkeit unter seinem Spitznamen als „Kronjurist“ bekannt.
Besonderen Einfluss besaß Gaus während der „Ära Stresemann“, von 1923 bis 1929, in der zum wichtigsten Berater des damaligen Außenministers, Gustav Stresemann wurde, dessen Politik er – obwohl offiziell „nur“ ein Ministerialdirektor – maßgeblich mitbestimmte.
In den Jahren seit 1926 war Gaus, neben Stresemann und seinem Staatssekretär Carl von Schubert, einer von drei deutschen Delegierten beim Völkerbund in Genf (hinzu kamen Rudolf Breitscheid, Werner von Rheinbaben, Johann Heinrich Graf von Bernstorff und Ludwig Kaas als stellvertretende oder parlamentarische Delegierte).
In der Zeit des Nationalsozialismus wurde Gaus, trotz seiner Ehe mit einer Vierteljüdin, als juristischer Experte für Vertragsangelegenheiten und internationale Beziehungen geschätzt („völkerrechtlicher Berater“) und mit der Aufsetzung zahlreicher politisch-juristischer Schriftsachen und Vertragswerke betraut. So war er Ende November 1938 (zusammen mit Hans Globke) Bevollmächtigter des Deutschen Reiches bei der Aushandlung des „Vertrags zwischen dem Deutschen Reich und der Tschechoslowakischen Republik über Staatsangehörigkeits- und Optionsfragen“ (siehe Münchner Abkommen / Folgen des Abkommens).
Gaus war Mitglied der von Hans Frank gegründeten nationalsozialistischen Akademie für Deutsches Recht und verfasste den Deutsch-Polnischen Nichtangriffspakt von 1934, den „Führererlass über die Errichtung des Reichsprotektorats Böhmen und Mähren“ im März 1939 und (mittlerweile im Rang eines Unterstaatssekretärs) den Hitler-Stalin-Pakt vom August 1939 (inklusive des geheimen Zusatzprotokolls).
Letzteres Werk hatte er auf Grundlage von Vereinbarungen Molotows und des deutschen Botschafters von der Schulenburg entworfen. Den nationalsozialistischen Reichsaußenminister von Ribbentrop begleitete er im August 1939 zur Unterzeichnung des Vertrags nach Moskau. Zudem begleitete er Ribbentrop, wie auch Hitler selbst, auf zahlreiche weitere diplomatische Reisen.
So war Gaus ein Mitglied von Hitlers Entourage bei dessen Besuch bei Franco in Madrid 1940. Mit der Ernennung zum „Botschafter zur besonderen Verwendung“ erreichte Gaus 1943 den Höhepunkt seiner Laufbahn.
Nach dem Krieg trat er als Zeuge bei den Nürnberger Prozessen auf. Eine Anklage im „Wilhelmstraßen-Prozess“ gegen die führenden Männer des Auswärtigen Amtes blieb Gaus erspart, nachdem er sich, auf Druck des amerikanischen Anklägers Kempner – der Gaus gedroht haben soll, ihn an die Sowjetunion auszuliefern – der Anklage als Kronzeuge zur Verfügung stellte. Gaus selbst führte seine Rolle als „Zeuge der Anklage“ indessen nicht auf Angst vor Bestrafung, sondern auf „Gewissensbisse“ und das Bedürfnis zurück, „seine vergangenen Sünden wieder gut zu machen“.

## Im Urteil von Zeitgenossen und Forschung
Der ehemalige Botschafter und Experte für Ostpolitik Herbert von Dirksen schreibt Gaus in seinen Memoiren rückblickend für die Stresemann-Zeit die „zweithöchste Rolle in der Hierarchie des (Auswärtigen) Amtes“ nach dem Außenminister zu und insistiert, dass Gaus weit mehr als „nur der juristische Experte“ des Amtes gewesen war. Die Auffassung, dass Gaus seinen offiziellen Vorgesetzten in der Stresemann-Zeit, den ebenfalls mehrheitlich als sehr kompetent angesehenen Staatssekretär Carl von Schubert, überragt habe, findet sich auch in den Erinnerungen zahlreicher anderer Miterlebender, so bei Werner von Rheinbaben.
Zumeist wird Gaus überformale Bedeutung seiner größeren geistigen Wendigkeit und Leistungskraft zugeschrieben, die ihm ein Surplus an Einfluss eingebracht hätten. Enssle resümierte in den 1980ern mit Blick auf diesen Abschnitt in Gaus Karriere, dass Gaus „besondere Bedeutung für die Locarno-Politik“ Stresemanns von Historikern „bislang nicht in ihrer Gänze gewürdigt“ worden sei („not fully appreciated“).
In diesem Sinne nannte das amerikanische Time Magazin Gaus in seiner Ausgabe vom 23. März 1936, in dem Artikel „Germans Preferred“, einen der „fähigsten diplomatischen Handwerker der Wilhelmstraße“ (Wilhelmstrasse's ablest practitioners of diplomacy) und einen „smartster“ (etwa „Pfiffikus“), der Hitler bei der Abfassung seiner durchdachteren Reden geholfen habe, und urteilte, dass jeder professionelle Diplomat Gaus als „ein As seines Faches“ sehen würde (any professional diplomat would recognize as [an] ace [in his] line).
Jost Nikolaus Willi charakterisiert Gaus 1972 in seiner Studie zum Fall Jacob-Wesemann als einen „nüchtern-präzisen Beamten“ und „vorsichtigen Gedankenarbeiter“. Als solcher sei er zwar „etwas spröde im Umgang“ gewesen, habe aber als „ein Mann mit zuweilen allzu großen Finessen“ über Sarkasmus und über ein „zuweilen verblüffend treffsicheres“ Urteil geboten.
Henry Bernhard kritisierte Gaus’ Rolle in der NS-Zeit 1947 in seiner Schrift „Finis Germaniae“ mit der Einschätzung, dass „Ribbentrop ohne seine Erfahrungen erheblich langsamer gearbeitet hätte“ und, dass Gaus „sich um die drei Silberlinge eines Unterstaatssekretärs und eines Botschaftertitels verkauft“ habe. Utley wies darauf hin, dass andere Gaus gar als „graue Eminenz des Auswärtigen Amtes“ und „Ribbentrops böser Geist“ betrachten würden.

## Schriften
- Der Zivilmakler, Universität Leipzig 1908.

## Bildmaterial
- „Friedrich Gaus“: Porträt aus dem Jahr 1925 (Öl auf Leinwand 85 × 105 cm; bezeichnet unten mit „Sabine Lepsius 25“), heute im Besitz der Georg Haar-Stiftung, Weimar.
- Gaus bei der Unterzeichnung des Hitler-Stalin-Paktes am 24. August 1939: Photographie aus dem Jahr 1939, siehe  (Gaus ist der Mann ganz rechts hinter dem Lampenschirm)